# Jordan Jowtschew
Jordan Jowtschew Jowtschew (bulgarisch Йордан Йовчев Йовчев, englisch Yordan Yovchev Yovchev, seltener auch Jordan Jovtchev; * 24. Februar 1973 in Plowdiw) ist ein ehemaliger bulgarischer Turner und mehrfacher Weltmeister. Sein Spezialgerät waren die Ringe.

## Erfolge
Jordan Jowtschew gab 1992 in Barcelona sein Olympiadebüt. Dabei gelang es ihm in keiner der Einzeldisziplinen, sich für das Finale zu qualifizieren. An den Ringen belegte er Rang 34, am Pauschenpferd Rang 37, am Boden Rang 53, am Sprung und am Barren jeweils Rang 58 und am Reck Rang 77. Den Einzelmehrkampf schloss er daraufhin auf Rang 55 ab. Mit der Mannschaft erreichte er den zehnten Platz. Drei Jahre darauf sicherte sich Jowtschew seinen ersten internationalen Medaillengewinn, als er bei den Weltmeisterschaften in Sabae den dritten Platz am Reck belegte. Bei den Olympischen Spielen 1996 in Atlanta verbesserte er seine Platzierungen gegenüber 1992 teils deutlich. Am Boden erreichte er den 13. Platz, am Reck den 16. Platz, am Sprung den 20. Platz und am Barren sowie am Pauschenpferd den 29. Platz. Im Einzelmehrkampf verpasste er dennoch als 17. klar den Finaleinzug. An den Ringen hingegen erzielte er mit 9,737 das viertbeste Qualifikationsergebnis. Auch im Finale belegte er mit diesmal 9,800 Punkten den vierten Platz und verfehlte das Podium um 0,012 Punkte. Im Mannschaftsmehrkampf wurden die Bulgaren um Jowtschew Sechste. 1996 gewann Jowtschew bei den Weltmeisterschaften in San Juan an den Ringen Silber.
1999 erhielt Jowtschew bei den Weltmeisterschaften in Tianjin Bronze im Einzelmehrkampf und wiederholte diese Platzierung auch bei den Weltmeisterschaften 2001 in Gent. Noch erfolgreicher verliefen in Gent die Wettkämpfe an den Ringen und am Boden für Jowtschew: In beiden wurde er erstmals Weltmeister. Dazwischen nahm Jowtschew in Sydney an seinen dritten Olympischen Spielen teil. Den Wettkampf am Barren schloss er auf dem 15. Platz ab, am Reck wurde er 29., am Pauschenpferd 33. und den Sprung beendete er auf Rang 39. Erstmals erreichte Jowtschew das Finale im Einzelmehrkampf und belegte mit 57,887 Punkten Platz acht, während er mit der bulgarischen Mannschaft Zwölfter wurde. Am Boden zog er ebenso ins Finale ein wie an den Ringen. Hinter dem Letten Igors Vihrovs und Alexei Nemow aus Russland gewann er mit 9,787 Punkten am Boden ebenso die Bronzemedaille wie mit 9,737 Punkten an den Ringen hinter Szilveszter Csollány aus Ungarn und dem Griechen Dimosthenis Tampakos.
2002 gewann Jowtschew bei den Weltmeisterschaften in Debrecen sowohl am Boden als auch an den Ringen die Silbermedaille und verpasste damit jeweils die Titelverteidigung. Auch bei den Europameisterschaften 2002 in Patras gewann er Silber am Boden sowie im Einzelmehrkampf, während er sich an den Ringen seinen einzigen Europameistertitel sicherte. Ein Jahr darauf gelang ihm bei den Weltmeisterschaften in Anaheim wie schon 2001 der Titelgewinn am Boden und an den Ringen. Auf diese beiden Disziplinen konzentrierte er sich auch bei den Olympischen Spielen 2004 in Athen. Im Einzelmehrkampf wurde er daher auch nur 90., schaffte dafür aber am Boden und an den Ringen die Finalqualifikation. Am Boden waren es diesmal Kyle Shewfelt aus Kanada und der Rumäne Marian Drăgulescu, die sich vor Jowtschew platzierten konnten. Dieser gewann mit 9,775 Punkten erneut Bronze. An den Ringen verbesserte sich Jowtschew hingegen auf den zweiten Platz. Mit 9,850 Punkten blieb er lediglich hinter den 9,862 Punkten von Olympiasieger Dimosthenis Tampakos und gewann somit die Silbermedaille. Ein weiterer Medaillengewinn folgte 2004 bei den Europameisterschaften in Ljubljana mit der Silbermedaille am Boden.
Sowohl die Europameisterschaften 2006 in Volos als auch die Europameisterschaften 2007 in Amsterdam und 2008 in Lausanne schloss Jowtschew an den Ringen auf dem zweiten Platz ab. Dies gelang ihm auch bei den Weltmeisterschaften 2006 in Aarhus, während er 2007 in Stuttgart Dritter wurde. Bei den Olympischen Spielen 2008 in Peking beendete Jowtschew den Einzelmehrkampf auf Rang 95, ging allerdings nur an den Ringen an den Start. Erneut zog er ins Finale an den Ringen ein, kam dort mit 15,525 Punkten aber diesmal nicht über den achten und damit letzten Platz hinaus.
2009 belegte Jowtschew an den Ringen bei den Weltmeisterschaften in London den zweiten Platz und bei den Europameisterschaften in Mailand Rang drei. Auch die Europameisterschaften 2010 in Birmingham schloss er an den Ringen auf dem dritten Platz ab. Jowtschew bestritt 2012 in London seine sechste und letzte Olympiateilnahme. Wieder ging er lediglich in seiner Paradedisziplin an den Ringen an den Start und schaffte als Achter knapp den erneuten Finaleinzug. Er schloss den Wettbewerb mit 15,108 Punkten auf dem siebten Platz ab. Bei der Eröffnungsfeier war er Fahnenträger der bulgarischen Delegation. 2013 beendete Jowtschew schließlich seine aktive Karriere.
In den Jahren 2001 und 2003 wurde Jowtschew zu Bulgariens Sportler des Jahres gewählt. 2013 erhielt er den Orden „Stara Planina“ I. Klasse. Drei Jahre darauf wurde er in die International Gymnastics Hall of Fame aufgenommen.